# RoboCop 2 (computerspel)
RoboCop 2 is een computerspel van Ocean Software dat gebaseerd is op de gelijknamige film. Het spel werd in 1990 uitgebracht als arcadespel. Een jaar later volgde andere homecomputers, zoals platforms Amiga, Atari ST, Amstrad CPC, Commodore 64, Amstrad GX4000, NES en de ZX Spectrum.

## Gameplay
Het spel is een missie gedreven side-scrolling platformspel. Een missie kan bestaan uit het vernietigen van een atoombom of alle vijanden. Als de speler de missie haalt promoveert deze naar de volgende missie. Als een missie niet wordt gehaald krijgt de speler een trainingsmissie. Mocht deze ook niet gehaald worden begint de speler aan het begin van de vorige missie. In tegenstelling tot de eerste deel van het spel bevat deze versie geen tijdslimiet en kan de speler nu springen. Het spel kan met een of twee speler gespeeld worden. 
Het spel wordt bediend met het toetsenbord, muis of joystick.

## Platforms
| Jaar | Platform                                  |
| ---- | ----------------------------------------- |
| 1990 | Amiga, Amstrad CPC, Atari ST, ZX Spectrum |
| 1991 | Commodore 64, Game Boy, NES               |

## Ontvangst
| Beoordeeld door         | Platform     | Jaar | Score |
| ----------------------- | ------------ | ---- | ----- |
| VideoGame               | NES          | 1991 | 100%  |
| Top Secret              | NES          | 1993 | 100%  |
| VideoGame               | NES          | 1991 | 100%  |
| 64'er                   | Commodore 64 | 1991 | 70%   |
| Datormagazin            | Commodore 64 | 1991 | 70%   |
| Player One              | NES          | 1992 | 60%   |
| Nintendo Power Magazine | NES          | 1991 | 56%   |
| Just Games Retro        | NES          | 2001 | 25%   |